# Цю Їн
Цю Їн (*1494 — † 1552) — відомий китайський художник, один з провідних живописців часів династії Мін.

## Життєпис
Походив з родини ремісників. народився у 1494 році у м.Тайцан у сучасній провінції Цзянсу. Замолоду навчився ремесла з виробництва лакових виробів. Вирішивши зайнятися живописом, він приїхав в м.Сучжоу, один з найбільших культурних центрів тогочасного Китаю, де навчався по черзі у кількох художників, зокрема у Чжоу Ченя, Вень Чженміна, Тан Їня, після чого став професійним живописцем. Подальше життя займався малюванням картин, з чого й жив. Помер Цю Їн у м. Сучжоу у 1552 році.

## Творчість
Усього відомо близько 120 робіт Цю Їна, найраніша з яких датується 1530 роком і прикрашена каліграфією Вень Чженміна. Навички розпису по лаку і професійне навчання, засноване на копіюванні живопису попередників, зумовили безперечну оригінальність творчої манери Цю Їна, завдяки чому його роботи були надзвичайно популярними серед сучасників. Про це свідчить значне число копій його творів і картин, виконаних в його стилі іншими майстрами пензля. Шанувальників приваблювала насамперед зовнішня ефектність його картин, що часто нагадують ошатні лакові вироби.
В історію китайського живопису Цю Їн увійшов і як майстер популярного різновиду побутового жанру (жень-у 人物), що отримала назву «красуні» (ши-нюй 仕女). Продовжуючи творчість Тан Їня, він сприяв розвитку обох — «романтичного» й «класичного» — стилістичних варіантів цього напряму. «Романтичним» творам Цю Іна притаманні камерність і лаконічність зображень в поєднанні з ретельним промальовуванням деталей та пристрастю до яскравих фарб. «Класичні» відрізняються тонкістю й стилізованістю, ретельністю опрацювання найдрібніших деталей вигляду людей та елементів архітектури. Вони засновані на контрастних колірних поєднаннях з перевагою зеленої, червоної, чорної і білої фарб. Жінки у Цю Їна з ніжною статурою, тендітні з тонкими довгими пальцями, м'якими долонями, ніжною шкірою, витонченим лобом. Обличчя бліде, з тонкими бровами та маленьким ротом.
У 2007 році його картину продано за 11,6 млн доларів.
Найвизначніші картини:
- «Літнє усамітнення під тінню бананового дерева»
- «Піднесена бесіда у тіні туна»
- «Повернення додому весняного вечора»
- «Граючи на флейті у сосновій долині»
- «Персикове джерело краю безсмертних»
- «Поема про залишену дружину»
- «Поема про червоне листя»
- «Весняний ранок у Ханському палаці»
- «Нещасні красуні тисячі осеней»